# Javier Solana
Francisco Javier Solana de Madariaga (spaniolă: [fɾanˈθisko xaˈβjer soˈlana ðe maðaˈɾjaɣa]; n. 14 iulie 1942) este un fizician și politician socialist spaniol.
După ce a deținut pe rând funcțiile de ministru al culturii, ministru al educației și ministru al afacerilor externe al Spaniei (în perioada 1992–1995) a fost Secretar General al NATO (1995–1999). Din octobrie 1999 până în decembrie 2009 Javier Solana a exercitat funcțiile de Înalt Reprezentant al Uniunii Europene pentru Politică Externă și de Securitate Comună, Secretar General al Consiliului Uniunii Europene și Secretar General al Uniunii Vest-Europene.